# Вільшани (селище)
Вільша́ни — селище у складі Солоницівської селищної громади Харківського району Харківської області.

## Географія
Територією селища міського типу Вільшани протікають 2 річки: Криворотівка (місцева назва — Нецвітай, давніша — Вільшанка) та Лосик. У центральній частині селища Лосик впадає до Криворотівки (Нецвітая), яка за 3 км впадає до р. Уди.
Вище за течією річки Криворотівка примикають села Гуківка і Ярошівка, нижче за течією на відстані 1 км — село Дворічний Кут. На південному заході селища розташований Шматовий яр.
Знаходиться за 28 км від Харкова, та за 6 км від залізничної станції Пересічна, на трасі «Харків-Суми». Через селище проходить автомобільна дорога Т 2106. Присутнє автобусне сполучення з Харковом (маршрут № 1152).

## Історичні відомості

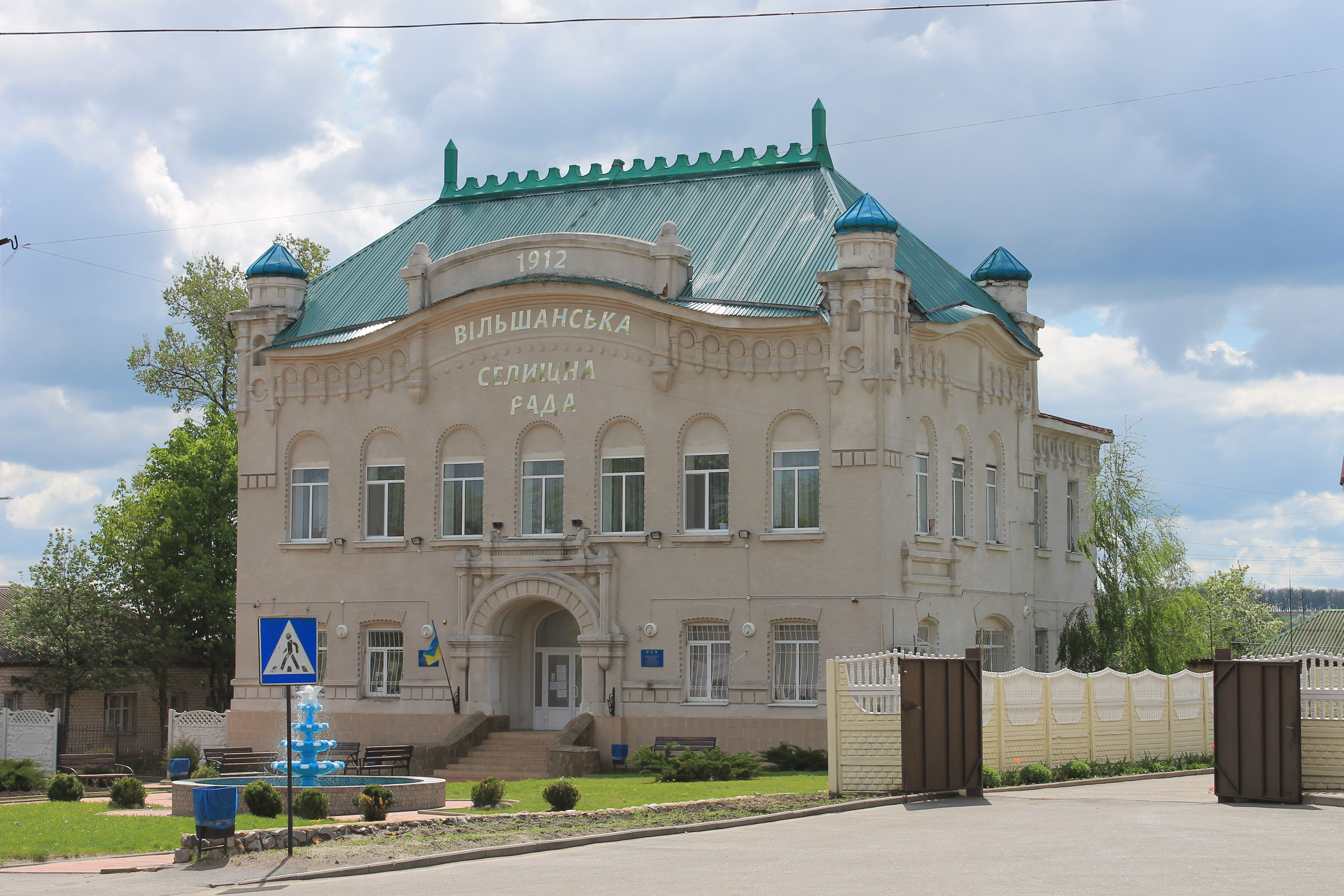
Земельний банк

Селище було засноване приблизно 1655 року переселенцями з однойменного села на Черкащині (Городищенський рн), котрі рятувалися на Слобожанщині від соціального й національного гноблення.
Наприкінці XVII століття Вільшани стають сотенним містечком Харківського слобідського козацького полку, центром Вільшанської сотні. (Загалом таких сотень у Харківському полку 1732 року було 18).
Протягом XVIII століття Вільшани були укріпленим містечком. Від 1765 року містечко стає центром Вільшанського комісарства Харківської провінції Слобідської губернії.
На 1779 рік населення становило 2695 чоловіків, головно «військових обивателів» (кількість жінок не враховували, бо вони не сплачували податків).
Від 1780 року Вільшани входять до Золочівського повіту Харківського намісництва, потім Харківської губернії.
У ХVIII столітті на території слободи (містечка) Вільшана функціонували 7 православних храмів:
- церква Воскресіння Христового;
- церква Покрови Пресвятої Богородиці;
- церква Різдва Пресвятої Богородиці;
- церква святого Миколая;
- церква святого Іоанна Предтечі;
- церква Трьох святителів;
- церква Пресвятої Трійці.

За даними на 1864 рік у казенній слободі, центрі Вільшанської волості Харківського повіту, мешкало 6107 осіб (3038 чоловічої статі та 3269 — жіночої), налічувалось 1019 дворових господарства, існували 4 православні церкви, відбувались 4 ярмарки на рік та базари.
Станом на 1914 рік кількість мешканців зросла до 17169 осіб. На початку XX століття — слобода Вільшанка Харківської губернії.
Селище постраждало внаслідок геноциду українського народу, проведеного урядом СРСР в 1932—1933 роках, кількість встановлених жертв — 664 людини.

## Населення

### Мова
Розподіл населення за рідною мовою за даними перепису 2001 року:
| Мова       | Відсоток |
| ---------- | -------- |
| українська | 93,82%   |
| російська  | 4,84%    |
| ромська    | 0,95%    |
| інші       | 0,69%    |

## Визначні пам'ятки
- Православна Миколаївська церква, збудована 1753 року, має типову для дерев'яних храмів Центральної України (звідки переселилися засновники Вільшан) трьохчастинну композицію.
- Будівля Земельного банку, споруджена 1912 року
- Будівля Земської школи (1910)

## Районування
У Вільшанах існує низка районів:
- Центр
- Шумейківка
- Лисянка
- Паркан
- Гончарівка
- Гороб'ячівка
- Манзепівка
- Миронівка
- Тамбова
- Саратов
- Миронівка
- Коржівка
- Залосик
- Павлівка
- Перемога
- Завільшанка (Миколаївка)
- Лісянка
- Японія
- Дунай
- Сак
- Кулига
- Царське
- Кривомазівка
- Новоселівка
- Розпуття
- Глей

## Сучасний стан

### Економіка
- Молочно-товарна ферма
- Машинно-тракторні майстерні
- Меблева фабрика
- Швейна фабрика
- Сільськогосподарське ТОВ «Вільне»
- Млин

### Соціальні об'єкти
- Школа
- Дитячий садок
- Будинок Культури
- Бібліотека
- Лікарня

## Люди

### Народилися
- Андрейко Микола Матвійович — Герой Радянського Союзу, старший телефоніст 685 полку 163 стрілецької дивізії 65 армії центрального фронту.
- Батій Григорій Іванович — Заслужений художник України.
- Власовський Іван Федорович — церковний та громадський діяч
- Денчик Микола Федорович — Герой Радянського Союзу, гвардії-майор, льотчик-винищувач.
- Дудник Микола Григорович — Заслужений артист України.
- Колесник Борис Панасович (1927—1992) — український живописець.
- Крамаренко Андрій Іванович — Народний артист України.
- Курилко Сергій Вікторович (1977—2015) — військовослужбовець ЗСУ, учасник російсько-української війни, загинув під Попасною.
- Оглоблін Володимир Миколайович (1925—2005) — український режисер. Заслужений діяч мистецтв України. Лауреат Державної премії СРСР.
- Сілко Артур Олегович (1988—2014) — оператор-навідник великокаліберного кулемета КПВТ 2-го батальйону 95-ї окремої аеромобільної бригади (Житомир). Загинув у районі Донецького аеропорту.

## Галерея

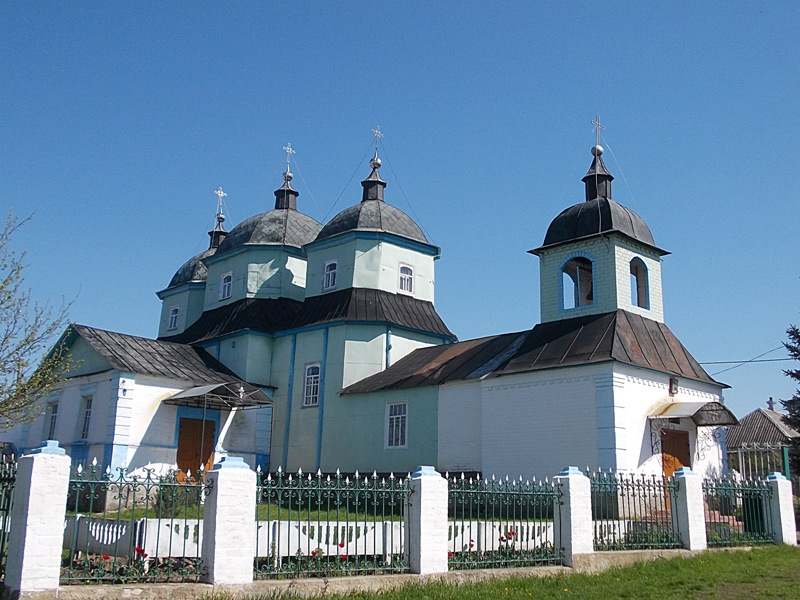
Миколаївська церква
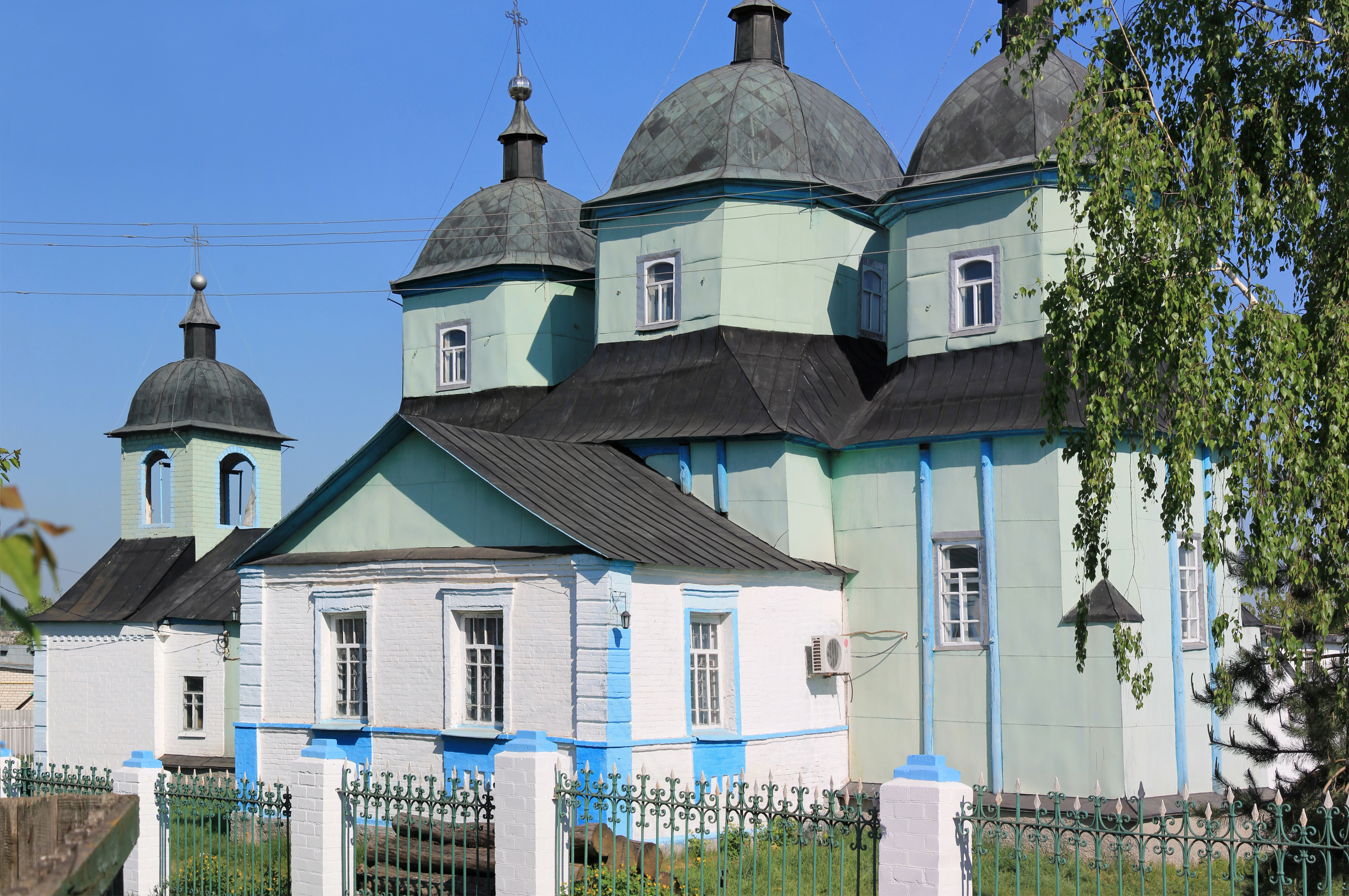
Вигляд зблизька
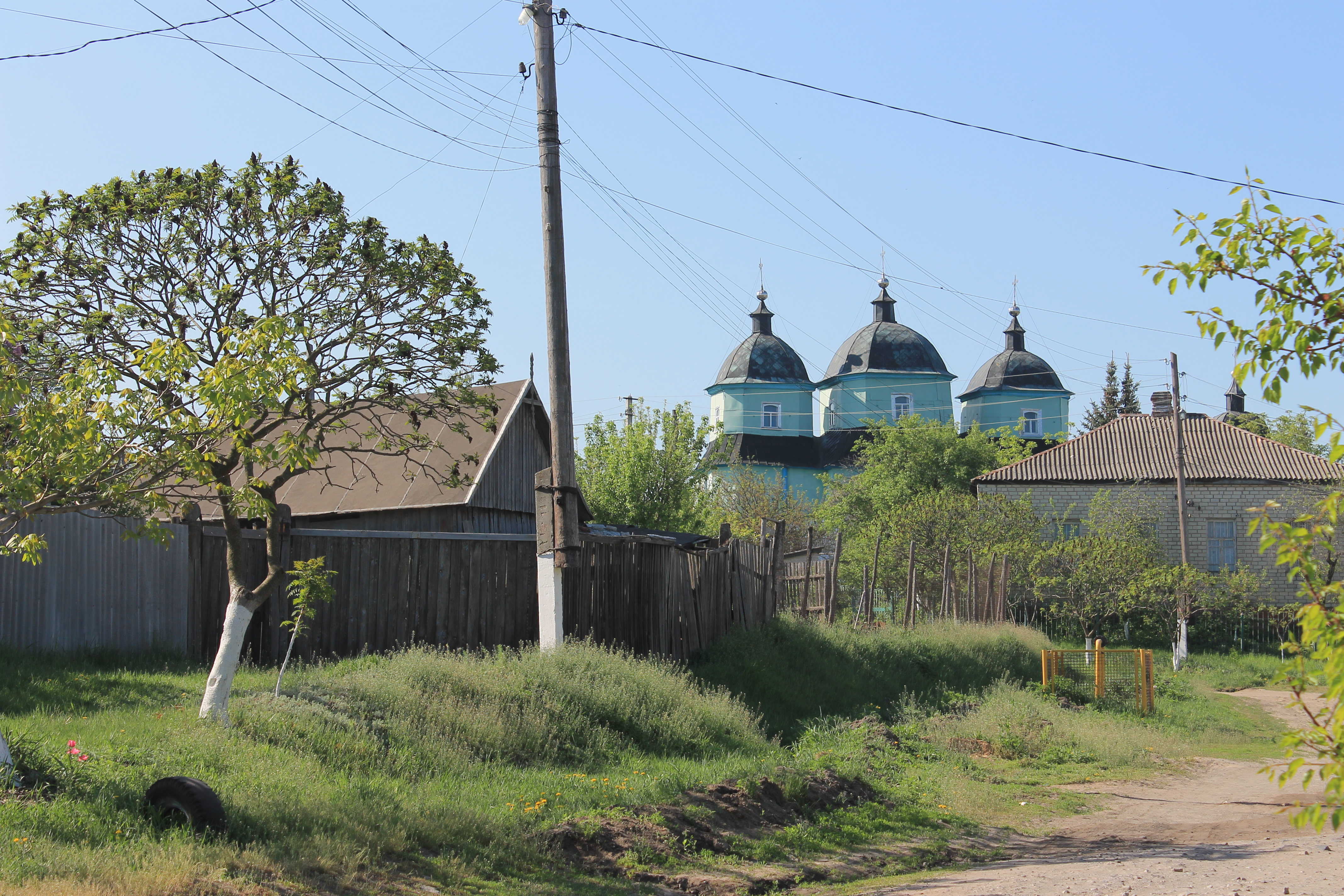
Вигляд здалеку
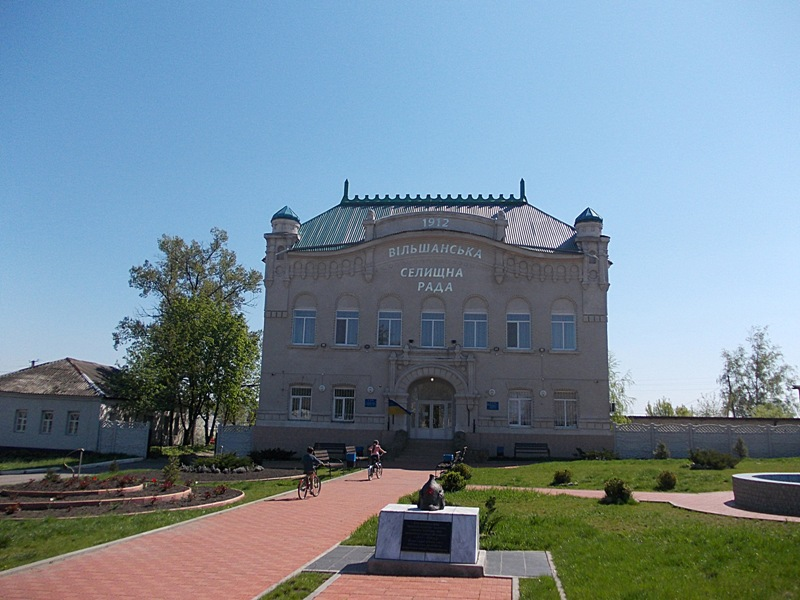
Земельний банк
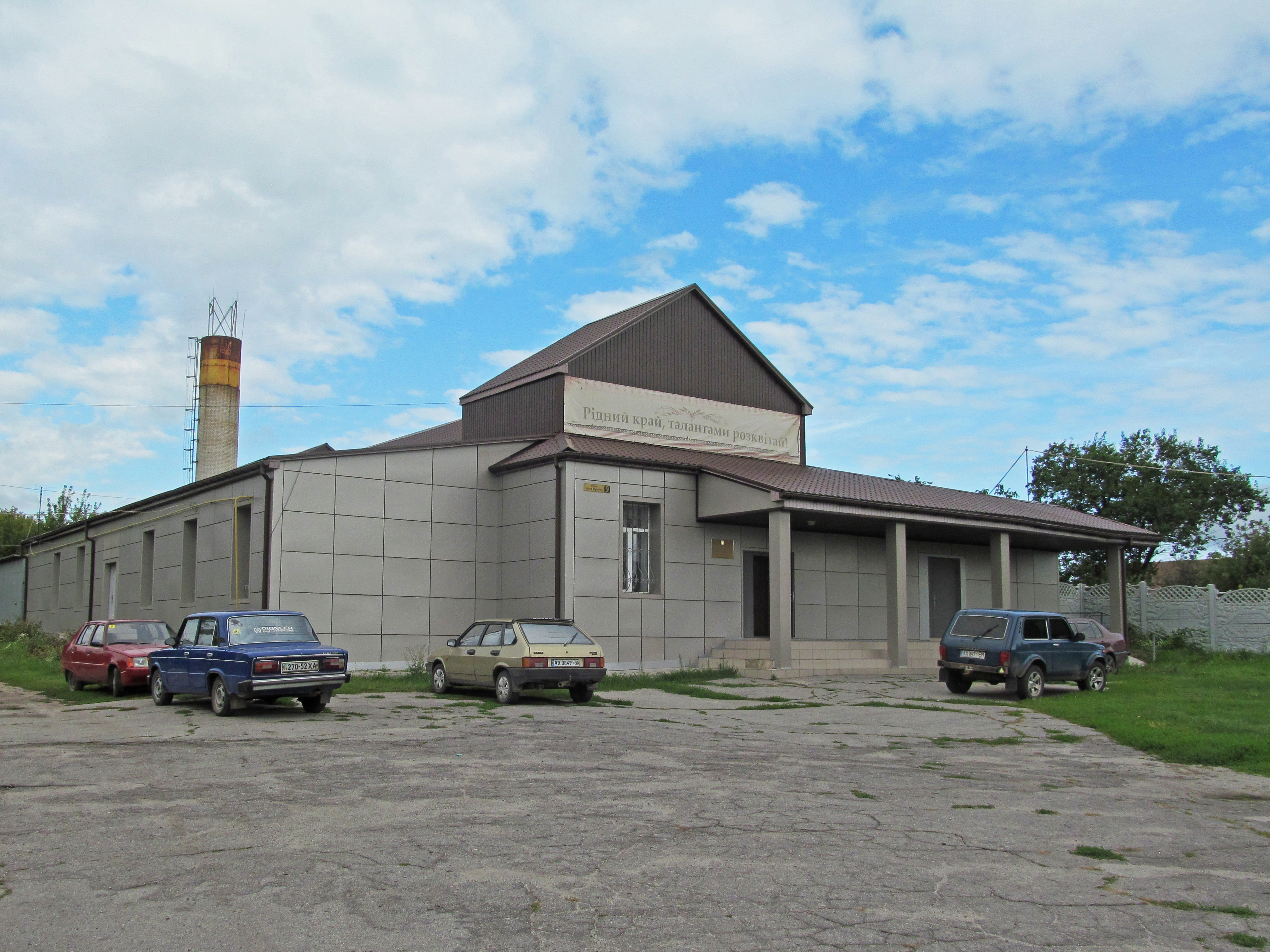
Будинок культури
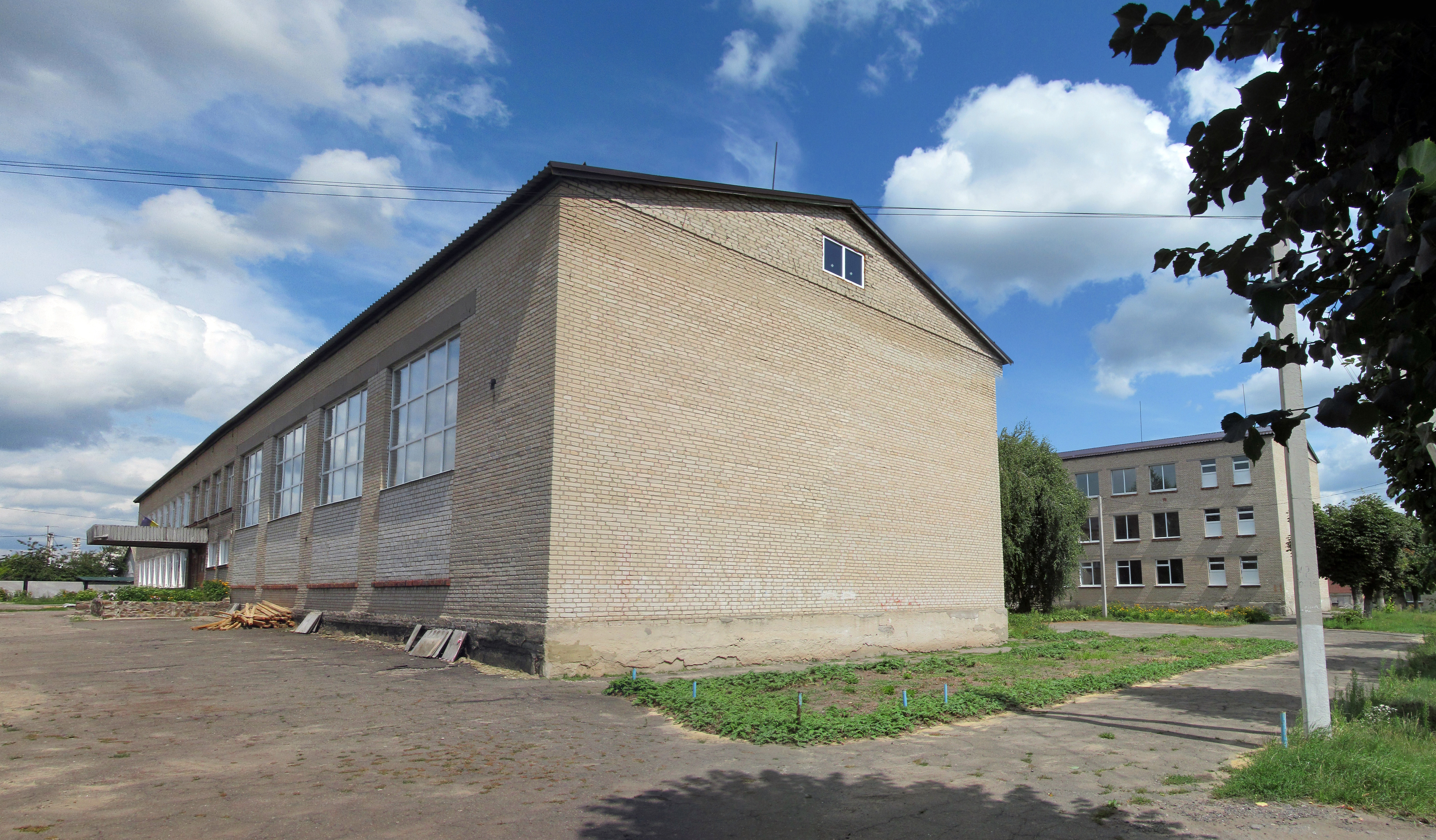
Вільшанський ліцей
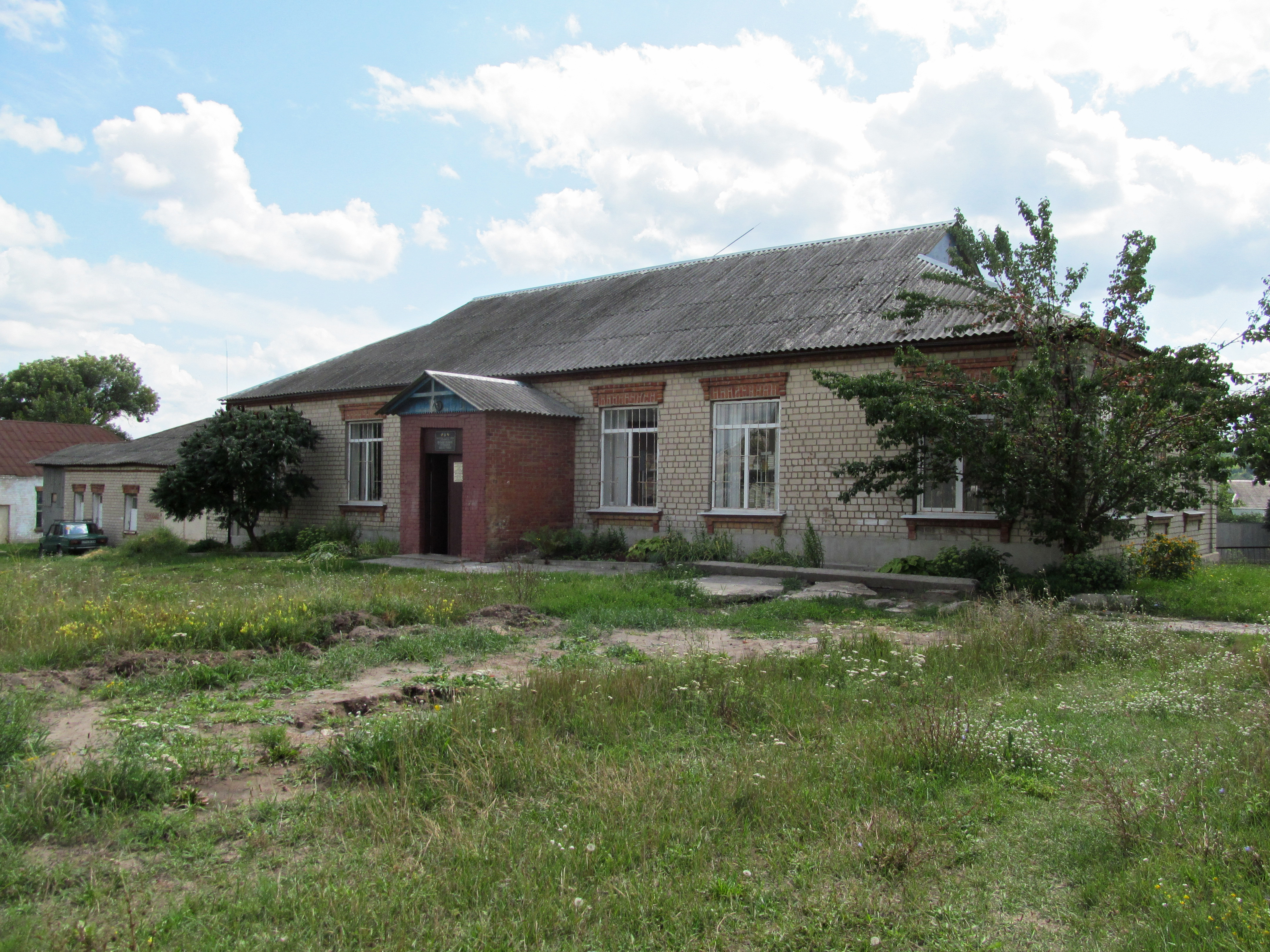
Селищна бібліотека

## Також
- Перелік населених пунктів, що постраждали від Голодомору 1932-1933, Харківська область